# Stare Miasto (Trzyniec)
Stare Miasto (cz. Staré Město) – dzielnica miasta Trzyńca w kraju morawsko-śląskim, w powiecie Frýdek-Místek w Czechach. W całości znajduje się w gminie katastralnej o nazwie Třinec i powierzchni 678,13 ha. Populacja w 2008 wynosiła 5713 osób, zaś w 2010 odnotowano 774 adresy.

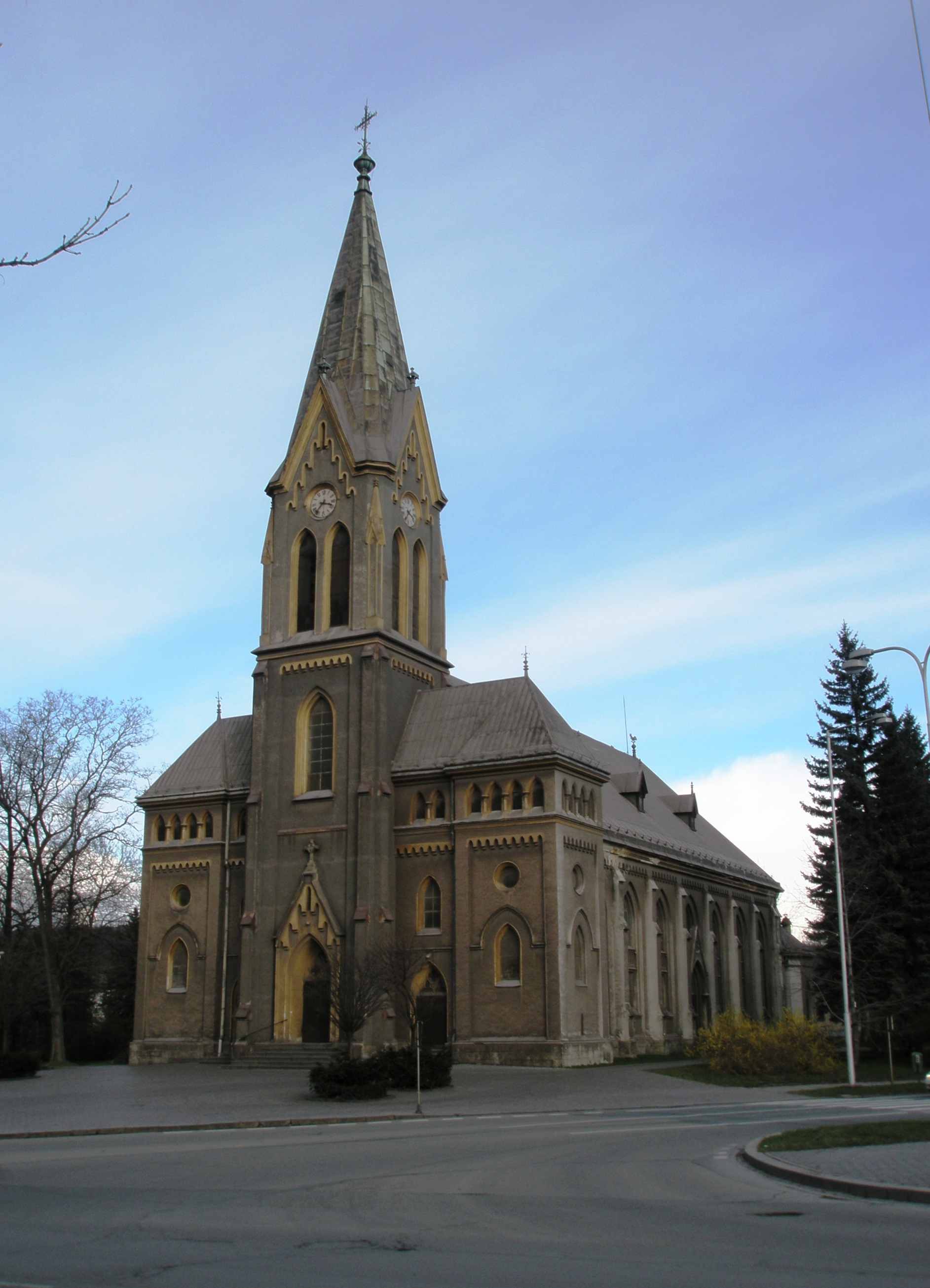
Kościół ewangelicki z 1899

Wieś Trzyniec najprawdopodobniej powstała w XIV wieku, a pierwsza pisemna wzmianka o niej pochodzi z 1461. W 1770 miała jeszcze charakter rolniczy i około 200 mieszkańców na obszarze 556 ha. W 1839 r. uruchomiono tu hutę żelaza, a w 1871 wieś znalazła się na szlaku Kolei Koszycko-Bogumińskiej co przyczyniło się do gwałtownego rozwoju huty jak i samego Trzyńca.
Według austriackiego spisu ludności z 1910 roku wieś Trzyniec miała 3849 mieszkańców, z czego 3604 było zameldowanych na stałe, 2485 (69%) było polsko-, 876 (24,3%) niemiecko- i 243 (6,7%) czeskojęzycznych, 2432 (63,2%) katolików, 1328 (34,5%) ewangelików, 76 (2%) wyznawców judaizmu oraz 13 (0,3%) osób innej religii lub wyznania.
Trzyniec otrzymał prawa miejskie w 1931 roku. Po II wojnie światowej, 17 maja 1946 połączono go z trzema sąsiadującymi gminami: Końską, Leszną Dolną i Łyżbicami. W 1949 ustalono nowy plan rozwoju miasta: huta miała się rozwijać w kierunku północnym, zaś miasto w południowym, które rok później podzielono na 6 dzielnic: miasto wewnętrzne (I), Końska (II), Kanada (III), Czeski Puńców (IV), Leszna Dolna (V) i Łyżbice (VI). To właśnie w dzielnicy VI zaprojektowano nowe centrum, a z miasta wewnętrznego zrobiło się Stare Miasto.